# Angelos (biskup pomocniczy Aleksandrii)
Angelos (ur. 4 września 1966) – duchowny Koptyjskiego Kościoła Ortodoksyjnego, od 2014 biskup pomocniczy Patriarchatu Aleksandrii.

## Życiorys
13 listopada 1995 złożył śluby zakonne. Święcenia kapłańskie przyjął 9 kwietnia 2000. Sakrę biskupią otrzymał 1 czerwca 2014.